# Siemień
Siemień is een dorp in het Poolse woiwodschap Lublin, in het district Parczewski. De plaats maakt deel uit van de gemeente Siemień.